# Benito Wogatzki

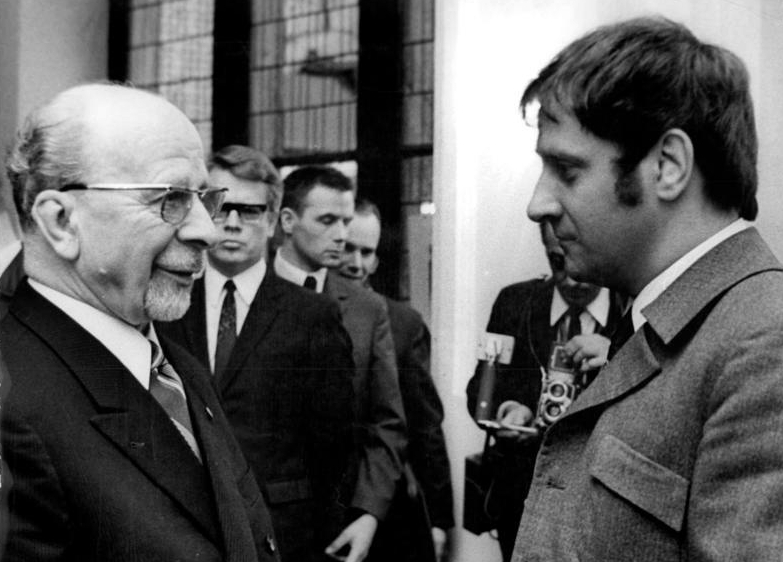
Walter Ulbricht und Benito Wogatzki (1970)

Benito Wogatzki (* 31. August 1932 in Berlin; † 25. Juli 2016 in Südfrankreich) war ein  Erzähler und Funk- und Fernsehautor.

## Leben
Benito Wogatzki wurde 1932 in Berlin-Charlottenburg geboren. Sein Vater war Vertreter und seine Mutter Putzmacherin. In die Zeit des Nationalsozialismus hineingeboren war seine Kindheit von Bedrohung und Krieg geprägt; sein jüdischer Vater verließ Deutschland, seine Mutter musste die drei Kinder alleine schützen.
Nach einer Tuchmacherlehre in Luckenwalde und dem Abitur an der Arbeiter-und-Bauern-Fakultät in Potsdam studierte Wogatzki in Leipzig Journalistik und war danach als Reporter und Publizist für mehrere Zeitungen tätig, darunter bei der Studentenzeitung Forum. 1963/64 war Wogatzki als IM „Bodo“ des MfS erfasst.
Wogatzki lebte in seinen letzten anderthalb Jahrzehnten in Südfrankreich. Dort starb er nach kurzer Krankheit im Juli 2016 im Alter von 83 Jahren.

## Wirken
Einem breiten Publikum wurde Wogatzki zuerst als Hörfunk- und vor allem als Fernsehautor bekannt: Von ihm stammen mehrfach prämierte Fernsehfilme wie Meine Besten Freunde (mehrteilig, mit Wolf Kaiser in der Hauptrolle), Broddi, Anlauf (Regie: Egon Günther) und mit Tiere Machen Leute auch eine der ersten deutschen Fernsehserien. In den 1990er Jahren war er als Co-Serienautor für ZDF (u. a. für Mordslust), Sat.1 (Für alle Fälle Stefanie) und RTL tätig.
Nach drei Buchbänden mit bereits im Hörfunk und Fernsehen gesendeten Kurzgeschichten, legte Wogatzki mit Romanze mit Amélie seinen ersten Roman vor. In ihm schildert er eine ungewöhnliche Jugendliebe gleich nach dem Krieg in einem Dorf im Brandenburgischen und machte sich in Ost- und Westdeutschland nun auch als Erzähler einen Namen. So urteilte Sabine Brandt: „Die ‚Romanze mit Amélie‘ ist ein heiteres Buch, trotz der schweren, angstbeladenen Zeit, in der die Geschichte handelt. Das hängt mit Wogatzkis Begabung für Detailmalerei zusammen, für ein ungemein exaktes Erfassen der Wesenszüge, die man schildern muß, um einen Menschen kenntlich zu machen, ihn aus der Masse der anderen herauszuheben.“
Es folgten weitere Romane wie der Schelmenroman Narrenfell und die Kinderbücher Der ungezogene Vater und Ein goldener Schweif am Horizont von Thumbach.
Nach 1990 war Wogatzki Mitautor an Fernsehserien für verschiedene Sender und brachte im letzten Jahrzehnt seines Lebens zwei weitere Romane heraus.
Wogatzki war unter anderem von 1969 bis 1991 ordentliches Mitglied der Akademie der Künste der DDR, Sektion Literatur und Sprachpflege. Für seine schriftstellerische Tätigkeit wurde er unter anderem 1967 mit dem Lessing-Preis und 1982 mit dem Nationalpreis der DDR II. Klasse für Kunst und Literatur ausgezeichnet.

## Zitate
„Das Schönste am Leben ist die Reue. Man bleibt ein anständiger Kerl, aber man versäumt nichts.“

## Auszeichnungen
- 1967 Nationalpreis der DDR im Kollektiv[6]
- 1967 Lessing-Preis
- 1968 Nationalpreis der DDR im Kollektiv[6]
- 1968 Johannes-R.-Becher-Medaille[6]
- 1982 Nationalpreis der DDR II. Klasse für Kunst und Literatur[6]

## Mitgliedschaften
- 1968 im Präsidialrat des Kulturbunds der DDR[6]
- 1969 bis 1991 ordentliches Mitglied der Akademie der Künste der DDR, Sektion Literatur und Sprachpflege.[6]
- ab 1977 im Präsidium des Verbandes der Film- und Fernsehschaffenden der DDR[6]
- ab 1978 im Vorstand des Deutschen Schriftstellerverbandes[6]
- 1984 Vizepräsident des Friedensrats der DDR[6]

## Bibliografie

### Prosa
- Unter der Sonne von Saint-Tropez. Eine französische Novelle. Novelle. Verlag Faber&Faber, Leipzig 2021, ISBN 978-3-86730-210-4

#### Romane
- Romanze mit Amélie. Roman. Verlag Neues Leben, Berlin 1977; Neuausgabe: Claassen, Düsseldorf 1977
- Narrenfell. Roman. Verlag Neues Leben, Berlin 1982; Neuausgabe: Maro Verlag, Augsburg 1986
- Schwalbenjagd. Roman. Verlag Neues Leben, Berlin 1985
- Flieh mit dem Löwen. Roman. Das Neue Berlin, Berlin 2007
- Fleur. Roman. Shaker-Media, Aachen 2014, ISBN 978-3-95631-139-0
- Flieh mit dem Löwen. Roman, bearbeitete Neuauflage. Aachen 2015, ISBN 978-3-95631-221-2

#### Kinder- und Jugendliteratur
- Der ungezogene Vater. Kinderbuch. Kinderbuchverlag, Berlin 1980; Neuausgabe: Insel-Verlag, Frankfurt am Main 1982
- Ein goldener Schweif am Horizont von Thumbach. Jugendbuch. Verlag Neues Leben, Berlin 1987; Neuausgabe unter dem Titel SATTI, Hoch, Stuttgart 1989

### Drama

#### Dreh- und Hörspielvorlagen
- Die Geduld der Kühnen. Buchausgabe mit Drehbüchern inkl. zu Zeit ist Glück u. Die Zeichen der Ersten. Nachwort von Käthe Rülicke-Weiler. Henschel, Berlin 1969
- Der Preis des Mädchens. Kurzgeschichten. Buchausgabe inkl. Der Schmied und seine Frau, Christine, Ein Tag und eine Nacht. Verlag Neues Leben, Berlin 1971 (5. Aufl., 1979); Neuausgabe unter dem Titel: Zement und Karfunkel. Damnitz, München 1975.
- Broddi. Henschelverlag Kunst u. Gesellschaft, Berlin 1976

##### Hörspiele
- Ein Tag und eine Nacht mit Erik S. Klein, 1965
- Schobers verrücktester Gedanke mit Jürgen Frohriep, 1970

##### Verfilmungen
- Ein Tag und eine Nacht, Fernsehen 1966
- Meine Besten Freunde, Mehrteilige Fernsehreihe, Fernsehen der DDR 1966–1967

Besuch aus der Ferne, 1966
Die Geduld der Kühnen, 1966
Die Zeichen der Ersten, 1967
- Zeit ist Glück, 1968
- Die Zeichen der Ersten, 1969, Regie: Lothar Bellag
- Anlauf, DFF 1971, (Erneute Ausstrahlung 1976 unter dem Titel Rita)
- Broddi, Fernsehen der DDR, 1975
- Romanze mit Amélie, Spielfilm, DEFA, 1981 (R.: Ulrich Thein)
- Tull, Fernsehen der DDR, 1983 (mit Ulrich Thein in der Hauptrolle)
- Tiere machen Leute, Serie in 13 Teilen, Fernsehen der DDR, 1988

#### Drehbuch-Mitarbeiten
- Sylter Geschichten, Serie, RTL
- Cornelius Hilft, Serie, ZDF
- Gezeiten Der Liebe, Serie, ZDF
- Für alle Fälle Stefanie, Serie, SAT.1
- Mordslust, ZDF